# Tateurndina ocellicauda
Tateurndina ocellicauda is een straalvinnige vissensoort uit de familie van de slaapgrondels (Eleotridae). De wetenschappelijke naam van de soort is voor het eerst geldig gepubliceerd in 1955 door Nichols.